# Octomylodon
Genre
Octomylodon est un genre éteint de paresseux terrestres de la famille des Mylodontidae.

## Historique
Octomylodon a été assigné aux Mylodontidae par Robert L. Carroll en 1988.

## Chronologie
La famille des Mylodontidae a vécu en Amérique du Nord et en Amérique du Sud du Miocène au Pléistocène, d'environ 23 millions d’années à 11 000 ans avant le présent.

## Distribution
Les espèces du genre Octomylodon vivaient en Argentine.

## Liste des espèces
- Octomylodon aversus, Ameghino, 1904
- Octomylodon robertoscagliai, Scillato-Yané, 1977